# Річард Евен Борхердс
Річард Евен Борхердс (нар. 29 листопада 1959, Кейптаун, Південно-Африканська Республіка) — британський математик, який працює в галузях теорії груп, теорії чисел та геометрії. Найбільш відомий через свої роботи, що пов'язують скінченні групи з іншими галузями математики. Борхердс також працює над математично строгим формулюванням квантової теорії поля. Нагороджений медаллю Філдса в 1998 році.

## Життєпис
Народився в Кейптауні, але родина переїхала до Бірмінгему коли йому було лише шість місяців. В 1978 році одержав золоту медаль на Міжнародній олімпіаді з математики. В молодомі віці був одним з провідних гравців в шахи в Англії, але пізніше сконцентрувався лише на математиці. Навчався в Кембриджському університеті, де його науковим керівником був Джон Гортон Конвей. Пізніше переїхав до Каліфорнійського університету в Берклі, де зараз займає посаду професора.

## Нагороди
- 1992: Премія Вайтгеда